# Nonsense (Sabrina Carpenter)
Nonsense è un singolo della cantante statunitense Sabrina Carpenter, pubblicato il 14 novembre 2022 come quarto estratto dal quinto album in studio Emails I Can't Send.

## Descrizione
Il brano è stato originariamente pubblicato come nona traccia del disco. In seguito, durante l'Emails I Can't Send Tour, Carpenter ha iniziato a modificare il finale del pezzo per adattarlo alle varie città in cui si esibiva, portandolo a diventare virale su TikTok.
Ne è stata poi realizzata una versione natalizia intitolata A Nonsense Christmas, pubblicata il 7 dicembre 2022 e inclusa nell'EP natalizio del 2023 Fruitcake.

## Video musicale
Il video, diretto da Danica Kleinknecht, conta la partecipazione delle attrici Pamela Sandoval e Whitney Peak ed è stato reso disponibile l'11 novembre 2022.

## Tracce
Testi e musiche di Sabrina Carpenter e Steph Jones.
Download digitale, streaming – Sped Up Version
1. Nonsense (Sped Up Version) – 2:17

Download digitale, streaming – A Nonsense Christmas
1. A Nonsense Christmas – 2:33

## Successo commerciale
Nonsense ha debuttato nella Billboard Hot 100 al 75º posto grazie a 5,82 milioni di riproduzioni in streaming e arrivando fino alla 56ª posizione, divenendo così il secondo ingresso di Sabrina Carpenter in classifica.

## Classifiche

### Classifiche settimanali
| Classifica (2023) | Posizione massima |
| ----------------- | ----------------- |
| Australia         | 22                |
| Canada            | 37                |
| Filippine         | 6                 |
| Grecia            | 48                |
| Irlanda           | 20                |
| Islanda           | 28                |
| Lituania          | 43                |
| Malaysia          | 5                 |
| Nuova Zelanda     | 31                |
| Panama            | 132               |
| Portogallo        | 75                |
| Regno Unito       | 32                |
| Singapore         | 6                 |
| Stati Uniti       | 56                |
| Vietnam           | 62                |

### Classifiche di fine anno
| Classifica (2024) | Posizione |
| ----------------- | --------- |
| Australia         | 97        |
| Filippine         | 43        |

## Date di pubblicazione
| Paese       | Data             | Formato                      | Versione             | Note   |
| ----------- | ---------------- | ---------------------------- | -------------------- | ------ |
| Mondo       | 14 novembre 2022 | Download digitale, streaming | Sped Up Version      | [ 28 ] |
| Mondo       | 7 dicembre 2022  | Download digitale, streaming | A Nonsense Christmas | [ 29 ] |
| Regno Unito | 27 gennaio 2023  | Contemporary hit radio       | Originale            | [ 30 ] |